# Sofiane Khadda
Sofiane Khadda (Vesoul, 23 dicembre 1991) è un calciatore francese, centrocampista del Vesoul.